# Surville (Calvados)
Surville es una comuna francesa situada en el departamento de Calvados, en la región de Normandía.

## Demografía
| 214 | 203 | 198 | 243 | 290 | 381 | 452 |
| Para los censos de 1962 a 1999 la población legal corresponde a la población sin duplicidades (Fuente: INSEE [Consultar]) |     |     |     |     |     |     |